# Wetzlarer Kinderchor
Der Wetzlarer Kinderchor (anfangs zeitweise auch als Sonntagsschulchor Wetzlar oder Kinderchor Wetzlar bezeichnet) war ein Kinderchor, der unter der Leitung von Margret Birkenfeld jahrzehntelang die christliche Kindermusik in Deutschland dominierte und nachhaltig prägte. 1996 wurde der Kinderchor in Vorbereitung auf das Ausscheiden Margret Birkenfelds aus der Chorleitung bzw. mit Übergabe derselben an ihre Nachfolgerin Konny Cramer mit dem Wetzlarer Kükenchor zusammengelegt zum Wetzlarer Küken- und Kinderchor. 1997 wurde diese Chorgemeinschaft schließlich zu Sunshine Kids umbenannt.

## Geschichte
Der Chor entstand zunächst um Kindermissionarin Ruth Frey für deren Radiosendung „Fröhliche Kinderstunde“ im Evangeliums-Rundfunk. Durch die damals bis ins personale reichenden fließenden Übergänge zum ebenfalls in Wetzlar ansäßigen Buch- und Schallplattenverlag Hermann Schulte sowie aktiver Förderung und Unterstützung durch den niederländischen Organisten Peter van Woerden entstanden bald auch erste Schallplattenaufnahmen. Der Verlag entschloss sich seinem Plattenlabel Frohe Botschaft im Lied ein Sublabel names Frohe Botschaft für Kinder anzugliedern. Auf der Suche nach der passenden Chorleitung richtete sich Verleger Hermann Schulte an die Blockflöten- und Geigenlehrerin Margret Birkenfeld aus Dortmund. Nach anfänglichem Zögern nahm diese das Angebot an und übernahm im Jahre 1961 die Leitung des Kinderchores.
Es folgte eine intensive Produktionsarbeit in Kooperation mit Peter van Woerden. Dabei veröffentlichte der Kinderchor alle sechs Wochen eine neue EP in der nachträglich zu Onkel Peters Kinderstunde betitelten Reihe. Die einzelnen Folgen orientierten sich zumeist schematisch am selben Aufbau. Ein Bibelvers stellte den Titel und das Thema, das Peter van Woerden mit Geschichten, Hörszenen und eigenen Erklärungen und Erzählungen ausführte. Daneben sang der Chor und seine Solisten eigens für die jeweilige Platte komponierte Lieder – wie die immer obligatorische Vertonung des Bibelspruches – oder aber thematisch geeignete bekannte Kirchenlieder und Choräle.
Als Peter van Woerden sich Anfang der 1970er Jahre entschied einige Jahre mitsamt Familie nach Israel zu ziehen, arbeitete Margret Birkenfeld, inzwischen gänzlich als „Tante Margret“ bekannt mit Schwimm mit gegen den Strom ihr erstes eigenes Manuskript aus, zu dem sie auch thematisch taugliche Lieder selbst schreiben musste. Bislang hatte sie sich meist auf Vertonungen von Gedichtsversen beschränkt. Die LP erschien 1973 und sollte ein erfolgreiches Kinderalbum werden – nicht zuletzt aufgrund ihres Titelliedes „Sei ein lebendger Fisch“, das heute zu den Klassikern des christlichen Kinderliedguts zählt. Weitestgehend blieb Margret Birkenfeld dem Konzept einer Mischform aus gesprochenen Passagen, Szenen und Liedern bis in die 1990er Jahre treu.
Aus dem Kinderchor entwickelte sich die gesamte Bandbreite des musikalischen Wirkens Margret Birkenfelds. Zunächst separierte sie die stets wachsende Kinderchorsänger altersdifferenziert in zwei Chöre: Neben dem Kinderchor der 9- bis 15-Jährigen entstand der Wetzlarer Kükenchor mit jüngeren Sängern bis zum Alter von 5 Jahren. Um 1973 formierten sich dann herangewachsene Stimmen des Kinderchores zum Wetzlarer Mädchenchor und schließlich um 1976 – nach Rückkehr der männlichen Stimmen aus dem Stimmwechsel – zum Wetzlarer Jugendchor. Der Kinderchor kollaborierte mit Sängern wie Jan Vering und Johnny Jaworski für deren Kinderprojekte und war nicht zuletzt musikalische Brutstätte für spätere Popmusiker wie Hella Heizmann.
Ab 1996 trat der Kinderchor nur noch mit dem Kükenchor zusammengelegt als Wetzlarer Küken- und Kinderchors auf, bevor Margret Birkenfeld 1997 schließlich auf dem Album Kunterbunte Liederwelt Konny Cramer als neue Chorleiterin vorstellte und ihr damit nach über dreißigjähriger Chorarbeit die Chorleitung übergab. Unter Konny Cramer wechselte der Chor seinen Namen zu Sunshine Kids und ist unter diesem Namen bis heute fester Bestandteil der christlichen Kindermusik.

## Diskografie

### Konzepte
- Sei ein lebendger Fisch, 1973.
- Und fröhlich geh ich durch den Tag, 1975.
- Wir wollen Fackelträger sein, 1976.
- Lazarus, komm heraus!, 1976.
- Freude ist im Himmel, 1976.
- Fischen verboten!, 1977.
- Danke für alles, 1978.
- Nimm die Freude mit, 1979.
- Jeder soll es wissen, 1981.
- Grünes Licht für alle, 1983.
- Schön ist der Tag, 1984.
- In Peters Garten steht ein kleiner Baum, 1985.
- Es wird hell, 1988.
- Wackelzahn, 1996.

#### Onkel Peters Kinderstunde
- Denen, die Gott lieben
- Gehet ein durch die enge Pforte
- Gehet hin in alle Welt
- Bittet so wird euch gegeben (später: Daniel in der Löwengrube)
- Dienet dem Herrn
- Jesus macht mich reich, 1961.
- Schmecket und sehet, wie freundlich der Herr ist (später: Elisa)
- Das Wort vom Kreuz
- Also lasst euer Licht leuchten
- Der wird Barmherzigkeit erlangen (später: Zachäus)
- Darum wachet, 1961 (später: Wenn Jesus wiederkommt)
- Eine Missionsreise mit Dr. Thiessen
- Also hat Gott die Welt geliebt: Von Babylon nach Bethlehem
- Gebet, so wird euch gegeben (später: Die Speisung der Fünftausend)
- Unser Glaube ist der Sieg (später: David und Goliath)
- Vom wahren Reichtum (später: Reicher Mann und armer Lazarus)
- Gehe hin zur Ameise
- Ich will dich mit meinen Augen leiten (später: Der Kämmerer aus dem Mohrenland)
- Hungert deinen Feind
- Die biblische Geschichte von Joseph:
  - Welchen der Herr liebt
  - Widerstehet dem Teufel
  - Haltet fest an der Demut
  - Vergeltet nicht Böses mit Bösem
- Jesu Name nie verklinget
- Das Evangelium – eine Gotteskraft: Dr. Thiessen berichtet aus seinem Leben
- Unsere Freunde, die Zigeuner
- Besuch bei Onkel Peter
- Habe deine Lust am Herrn (spätere Titel: David verschont Saul; Ein Wunder geschieht)
- Verbindung nach oben
- Samuel Hebich, der Seelengewinner (später: Samuel Hebich – Ein tapferer Missionar)
- Die biblische Geschichte von Mose:
  - Die mit Tränen säen
  - Moses Berufung
  - Der Herr wird für euch streiten
- Die Bibel, das Buch der Bücher (später: Der kostbare Schatz)
- Die Schöpfung
- Der Tag des Herrn
- Das verlorene Paradies
- Die große Flut
- Abraham
- Abraham 2

#### Dr. Thiessen erzählt
- Unterwegs mit Dr. Thiessen, 1970.
- Wenn die Schlange gebissen hat, 1971.
- Wenn die Krokodile schreien, 1972.
- Rangda, der Feind des Lichtes, 1974.
- Achtung! Die Affen kommen! 1976.
- Was Noah nicht mit in die Arche nahm, 1979.
- Wambo, der Einzelgänger, 1981.
- Matjan-Tutul, der Gefürchtete, 1984.

### Liedsammlungen
- Wir sind des Heilands Himmelsblumen, 196?
- Wir singen und spielen dem Heiland zur Ehr, 196?
- Die bunte Liederkiste, 1980.
- Wir singen miteinander, 1980.
- He, hör mal zu, 1987.
- Ich freu mich so, 1992.
- Sing mit, klatsch mit, 1992.
- Morgen, Kinder, wirds was geben, 1994.
- Mehr als nur ein Abenteuer, 1995.
- Kunterbunte Liederwelt, 1997.

### Größere Werke
- Kommt und seht: Das Grab ist leer!. Kleine Passion für Kinder, 1980.
- Abraham, der Freund Gottes. Singspiel von Markus Hottiger, 1982.
- Auf dem Weg nach Bethlehem. Singspiel von Markus Hottiger, 1985.
- Der helle Stern. Musical von Markus Hottiger, 1986.
- Eine wunderbare Zeit. Musical von Markus Hottiger, 1992.
- Zachäus. Kinderminimusical, 1997.

### Hörspiele
- Annette, Klaus und Sabine, 196?
- Gabi und Peter, 196?
- David – Flüchtling, Bandenführer, Psalmsänger, 1972.
- Tatütata! Die Feuerwehr ist da!, 1987.

### Mitwirkung
- Vater, wir danken dir, 1971 (mit Christiane)
- Ich bin nie allein, 197? (mit: Der kleine Peter)
- Dicke und dünne Lieder und Leute, 1981 (mit Jan Vering)
- Die Geschichte vom Zachäus. Eine musikalische Reportage, 1986 (mit Johnny Jaworski)

### Remix und Kompilationen
- Wir sind jung und wollen singen, 196? (später: Schön ist das Leben)
- Wenn oft bei Sturm und Regen, 196?
- Singt Halleluja, 197?
- Die vier Jahreszeiten, 197?
- Vater Martin, 1977.
- Ein bunter Liederstrauß, 197?
- Vom Morgen bis zum Abend, 1979.
- Jesus liebt Kinder, 1982.
- Jesus kann alles, 1980.
- Von allerlei Tieren, 1983.
- Seid fröhlich, ihr Kinder, 1983.
- Daniel in der Löwengrube, Samuel und Elia, 1984.
- Das verlorene Schäfchen, 1984.
- Euch ist heute der Heiland geboren, 1985.
- Ja, Gott hat alle Kinder lieb: Die schönsten Kinderlieder von Margret Birkenfeld. 1986.
- Komm mit, halt Schritt, 1987.
- Kunterbunte Lieder, 1989.
- Dr. Thiessen erzählt seine spannendsten Geschichten, 1989.
- Dr. Thiessen erzählt seine spannendsten Geschichten 2, 1990.
- Singt ein Lied für Jesus, 1991.
- Wo ist denn mein Teddy?: Die schönsten Kükenlieder. 2005.
- Ja, Gott hat alle Kinder lieb: Die schönsten Kinderlieder. 2005.
- Sei ein lebendger Fisch: Die schönsten Lieder für Teenager. 2005.
- Nimm die Freude mit, 2005.